# Смірнов Сергій Геннадійович
Сергі́й Генна́дійович Смірно́в (1975—2014) — український військовослужбовець, старший прапорщик Збройних сил України. Учасник російсько-української війни.

## Життєпис
Народився Сергій Смірнов 26 квітня 1975 року в Красноперекопському районі Кримської області. Після проходження строкової служби в Збройних силах України закінчив школу прапорщиків, подальшу військову службу проходив у 51-й механізованій бригаді, яка базувалась у Володимирі-Волинському, на посаді старшини роти. Разом із іншими бійцями бригади брав участь у відсічі збройної агресії Росії, зокрема у боях під Іловайськом. 29 серпня 2014 року, під час виходу з оточення, старшина роти загинув внаслідок обстрілу українських військових російськими військами біля села Новокатеринівка Старобешівського району, у так званому «зеленому коридорі». Тривалий час Сергій Смірнов вважався зниклим безвісти, були чутки про те, що він потрапив у полон до сепаратистів. Тіло Сергія спочатку було поховано на Кушугумському цвинтарі під Запоріжжям разом з іншими невпізнаними воїнами. Лише в травні 2015 року полеглий герой був упізнаний за результатами експертизи ДНК.
Після ідентифікації тіло загиблого героя урочисто перепоховали у Володимирі-Волинському 23 травня 2015 року. Прощання відбулось у Соборі Різдва Христового УПЦ КП, у похоронах взяли участь велика кількість жителів міста включно з міським головою.
Вдома у Сергія Смірнова залишились мати, дружина та дві дочки-школярки. Донька Сергія Крістіна Смірнова — художниця, передає кошти від реалізації своїх творчих робіт на потреби інших дітей Небесного Легіону в межах проєкту волонтерського руху «Меценати для солдата». 28 вересня 2018 року в Луцьку відкрили її персональну виставку «Відродження».

## Нагородження
- 22 вересня 2015 року — за особисту мужність і героїзм, виявлені у захисті державного суверенітету та територіальної цілісності України, вірність військовій присязі під час російсько-української війни, відзначений — нагороджений орденом «За мужність» III ступеня (посмертно).
- 9 вересня 2015 року Володимир-Волинська міська рада посмертно нагородила Сергія Смірнова почесною відзнакою «За заслуги перед містом Володимир-Волинський».

## Вшанування пам'яті
- 13 жовтня 2016 року відбулося відкриття меморіальних дощок на честь Сергія Смірнова одразу в двох селах Володимир-Волинського району: на фасаді школи у селі Верба та у школі села Стенжаричі.[6]
- Його портрет розміщений на меморіалі «Стіна пам'яті полеглих за Україну» у Києві: секція 3, ряд 4, місце 30
- Вшановується 29 серпня на щоденному ранковому церемоніалі вшанування українських захисників, які загинули цього дня у різні роки внаслідок російської збройної агресії[7]
- Іловайський Хрест (посмертно)
- Почесний громадянин Волині (посмертно)[8]